# Saracuraçu

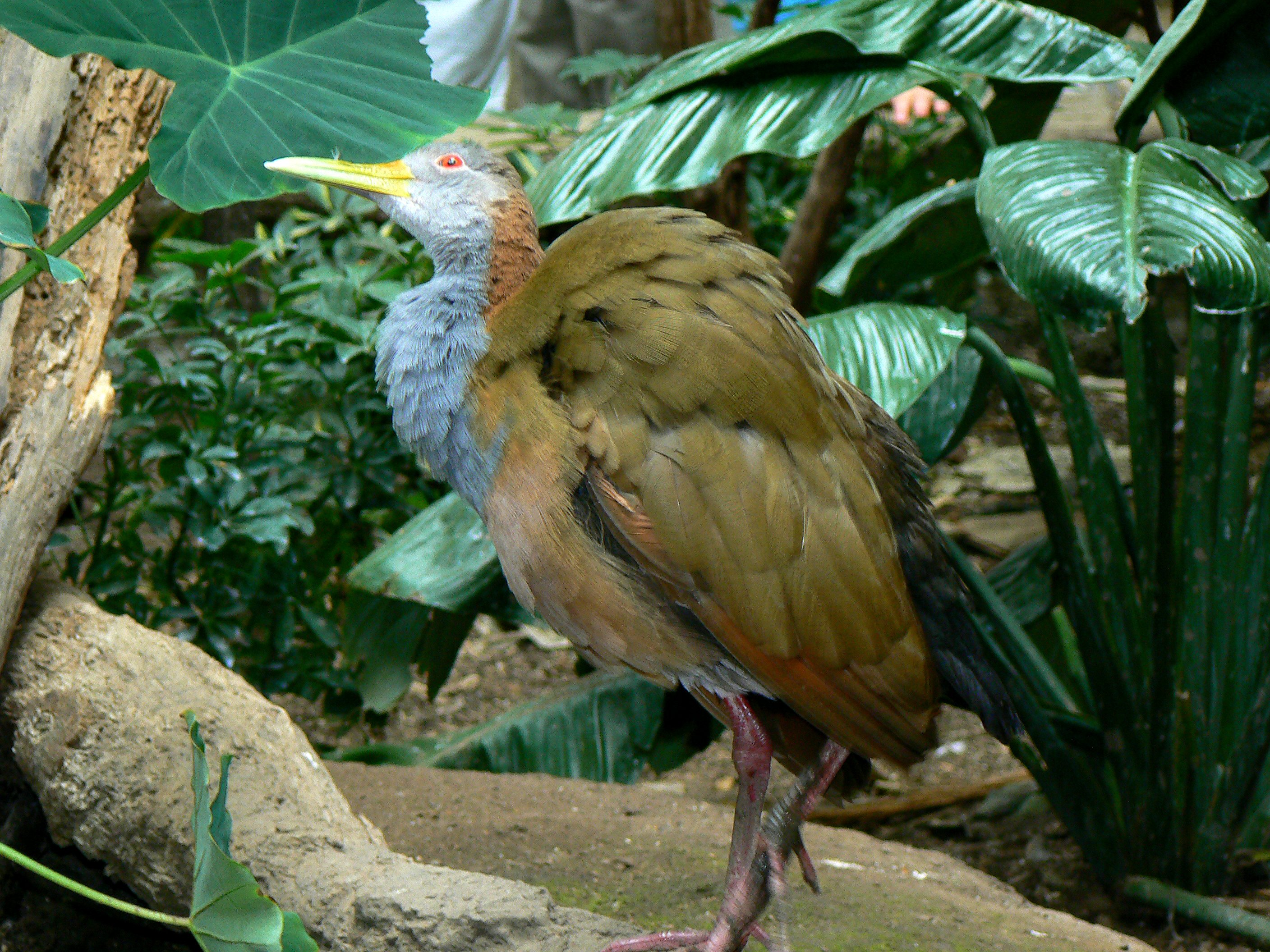

O saracuruçu ou saracuraçu (Aramides ypecaha) é uma espécie de saracura de grande porte que habita o Brasil, Paraguai, Uruguai e Argentina. Tais aves medem cerca de 46 centímetros de comprimento, possuem bico verde, pescoço cinzento, ventre ferrugíneo, uropígio e cauda negros. 

## Etimologia
Saracuruçu e saracuraçu são termos de origem tupi que significa "saracura grande", pela junção dos termos sara'kura e gûasu.
O nome saracuruçu foi selecionado como nome vernáculo técnico para a espécie Aramides ypecaha pelo Comitê Brasileiro de Registros Ornitológicos (CBRO) em 2021.